# Єменська Арабська Республіка

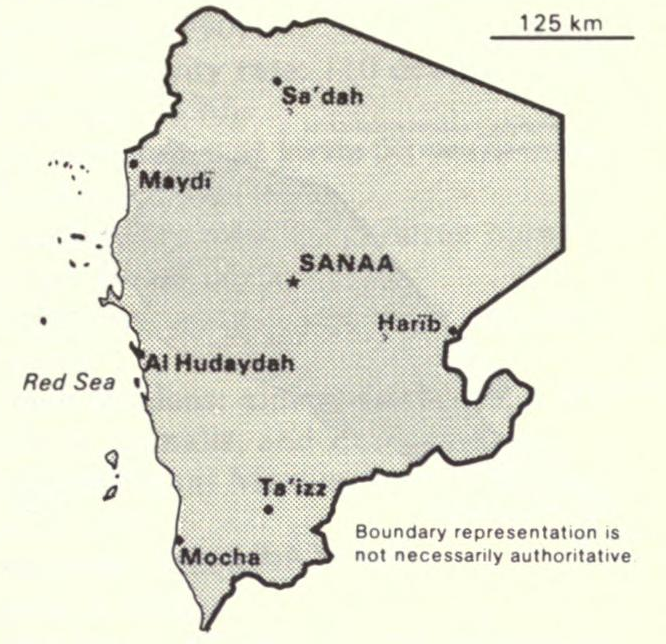
ЄАР

Єменська Арабська Республіка (ЄАР) (араб. الجمهورية العربية اليمنية al-Jumhūriyyah al-‘arabiyyah al-Yamaniyyah, фр. République arabe du Yémen) або Північний Ємен — держава, яка існувала на південному сході Аравійського півострова з 26 вересня 1962 року по 22 травня 1990 року.

## Історія
З кінця ІІ до початку І тис. до н. е. територія Ємену входила до складу різних держав, з кінця XIV ст. Північний Ємен входив до складу Османської імперії. Починаючи з 1911 Північний Ємен мав автономний статус у складі Османської імперії, а з 1918 став незалежним королівством. 1928–1929 Північний Ємен воював з Великою Британією, відстоюючи свій суверенітет, 1945 став членом Ліги арабських держав. З 1947 Північний Ємен (Єменська Арабська Республіка) — член ООН. У 1970 в країні було ліквідовано монархію. 22 травня 1990 ЄАР об'єдналась з Південним Єменом в одну країну — Республіку Ємен.

## Релігія
Єменська Арабська Республіка була майже повністю мусульманською країною. Найбільшу групу віруючих складали шиїти — зейдити (50% населення). Найбільше їх в Дже-Беле — гірській частині країни. До зейдитів належить також переважна більшість жителів Сани. Лише трохи за своєю чисельністю поступаються зейдитам — суніти шафіїтського спрямування (49% населення). Вони в основному зосереджені в Тіхамі (прибережній смузі країни) і на півдні (в лівах (адміністративний реґіон) Хо-Дейд і Таїз до них належить майже все населення). Є також невелика кількість ісмаїлітів (близько 70 тис.), байадійя (група напів-ваххабітського типу) і ортодоксальних шиїтів (перси). З не мусульманських вірувань представлені індуїзм та юдаїзм (0,5 тис. осіб).

## Природні умови
Територія колишньої ЄАР займала східну, найвищу частину Західно-Аравійського нагір'я, яке являє собою, сильно розчленований край Аравійського щита.

## Населення
За переписом, проведеному в ЄАР у 1986 році, її населення становило 9 274 173 чоловік, включаючи 1,2 млн іноземних робітників. Населення Сани — 930 тис. чоловік (за оцінкою 1993). Щорічний приріст населення в цій частині країни прогнозувався на 1990-і роки на рівні 3,6%, що був одним із найвищих показників у світі. На момент перепису майже половина населення країни була молодше 15 років.

## Державний устрій

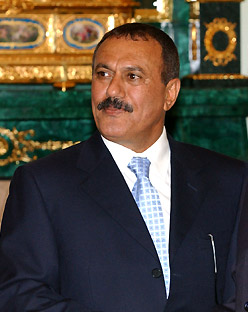
Алі Абдалла Салех (2008) — останній президент ЄАР

До 1962 року Північний Ємен був абсолютною теократичною монархією на чолі з імамом з шиїтської громади зейдитів, який одночасно був і духовним лідером єменців — мусульман та світським главою держави. Опозиційні єменські реформаторські рухи діяли в основному у вигнанні, причому до їх складу входили не тільки представники сунітів шафіїтського спрямування, але й зейдити. У 1962 реформатори в ході антимонархічної революції скасували монархію і проголосили Єменську Арабську Республіку (ЄАР). Після чого між монархістами і республіканцями спалахнула громадянська війна, яка тривала до квітня 1970, після чого республіканська влада погодилась надати колишнім монархістам кілька місць в уряді. Дію конституції, прийнятої в 1970, було припинено після військового перевороту в 1974. Після вбивства двох єменських лідерів, Ібрахіма аль-Хамді і Ахмада аль-Гашімі, в 1977 і 1978 новий президент ЄАР підполковник Алі Абдалла Салех оголосив про скликання Загального народного конгресу (ЗНК). Однак перші вибори до Консультативної ради були проведені тільки в 1988, на цей момент всі політичні партії були заборонені, а серед кандидатів не було ні одного противника режиму Салеха. Тим не менше Салех користувався широкою підтримкою населення, а ЗНК трансформувався у свого роду політичну організацію.

## Зовнішня політика
ЄАР, у 1964 році уклала Договір про дружбу з СРСР і продовжила його в 1984. Вона, на відміну від НДРЄ, підтримувала дружні відносини і з країнами Заходу. У 1989 ЄАР, разом з Іраком, Єгиптом і Йорданією, увійшла до Ради арабського співробітництва. Як і інші арабські країни, ЄАР підтримала Ірак у війні з Іраном в 1980–1988.
У листопаді 1987 ЄАР відновила дипломатичні відносини з Єгиптом, за її прикладом в лютому 1988 послідувала НДРЄ; ці відносини були перервані в 1979 після підписання Кемп-Девідських угод між Ізраїлем і Єгиптом.